# Leiocolea mamatkulovii
Leiocolea mamatkulovii là một loài rêu tản trong họ Jungermanniaceae. Loài này được (Duda) Duda miêu tả khoa học lần đầu tiên năm 1973.